# Żukowice (Głogów)
Osiedle Żukowice w Głogowie – osiedle przemysłowe na terenie miasta Głogowa.
Znajduje się tutaj największa w Europie huta miedzi – Huta Miedzi Głogów. Wokół huty znajdują się liczne lasy, zapobiegające do pewnego stopnia zanieczyszczeniu miasta od strony huty. Ponadto KGHM przekazał miastu część strefy ochronnej huty, na której powstaje Miejska Strefa Inwestycyjna w Głogowie jako zachęta inwestorów. Dzielnica posiada własną stację kolejową "Głogów Huta". 
Do 1989 była to część wsi Żukowice. 1 stycznia 1990 obszar wsi o powierzchni 601,84 ha włączono do Głogowa. Pół roku później, 1 lipca 1990, obszar ten zwiększono do 923,18 ha.

## Granice osiedla
- Północ – Odra; Bogomice
- Południe – Żukowice (Gmina Żukowice)
- Wschód – Biechów
- Zachód – Wróblin Głogowski